# 이서안
이서안(李秀美, 1989년 3월 3일~)은 대한민국의 배우이다.
2009년 10월 31일 MBC 《쇼! 음악중심》 씨야 구성원 첫 데뷔, 당시 데뷔곡은 《그 놈 목소리》이다.
이처럼 그녀는 2009년 그룹 씨야의 멤버로 1년간 활동하다가 이듬해 혼성그룹 남녀공학을 거쳐 파이브돌스 멤버로 활동한 후 탈퇴하였다.
2013년 디유닛의 뮤직비디오 출연 이후로 중화권을 중심으로 활동하였다가 2016년 비엠피칸엔터테인먼트 계약과 함께 한국 연예계에 복귀하였다.

## 학력
- 대방초등학교 졸업
- 대림중학교 졸업
- 영신고등학교 졸업
- 한국항공직업전문학교 항공운항과 졸업

## 데뷔
- 2001년 초등학교 6학년 때 박진영이 참여했었던 SBS 《영재육성 프로젝트》에 지원해 예선을 통과했었다. 하지만 당시 부모님의 반대로 이후 프로그램에 참여하지 못했고 항공사 승무원 준비를 해왔다. 그러다가 지인의 소개로 '코어콘텐츠미디어' 관계자를 만났고 6개월의 설득 끝에 가수가 되었다.[2]
- 2010년 씨야 활동 1년 만에 혼성그룹 남녀공학으로 이적하였다.[3]
- 2011년 남녀공학의 리더로, 유닛 그룹 파이브돌스의 멤버로 활동하였으나 2012년 2월 17일에 솔로 가수로 활동하고 싶다는 의사 전달로 탈퇴하였다. (얼마 뒤 같은 소속사의 걸그룹인 티아라의 왕따설이 불거지자 일부 네티즌들이 팀 내에서 왕따설로 인하여 탈퇴했다는 이야기도 있었다.)
- 2013년 11월 28일 그룹 디유닛의 뮤직비디오에 출연하여 컴백하였으나 공백기 동안 중국에서 연기자로 활동하다가 2016년 비엠피칸엔터테인먼트와 전속 계약을 맺고 3년만에 복귀하였으며 이서안으로 개명하여 활동하고 있다.

## 앨범

### 참여 앨범
- 2009년 10월, 씨야 미니앨범 《Rebloom》
- 2010년 1월, 씨야&다비치&티아라 디지털 싱글 《원더우먼》

## 가수 외 활동

### 영화
- 2018년 《물괴》 - 막개부인 역

### 드라마
| 연도 | 방송사   | 제목                             | 역할        | 비고          |
| ---- | -------- | -------------------------------- | ----------- | ------------- |
| 2011 | MBC      | 《최고의 사랑》                  | 캔디스 멤버 | 16부작        |
| 2017 | tvN      | 《크리미널 마인드》              | 한승혜      | 20부작        |
| 2017 | OCN      | 《멜로홀릭》                     | 백설아      | 1회 특별출연  |
| 2018 | SBS      | 《착한마녀전》                   | 윤희        | 40부작        |
| 2019 | KBS2     | 《저스티스》                     | 장해진      | 32부작        |
| 2020 | 채널A    | 《터치》                         | 민정희      | 1회 특별출연  |
| 2020 | JTBC     | 《쌍갑포차》                     | 채수경      | 6회 특별출연  |
| 2020 | JTBC     | 《 날씨가 좋으면 찾아가겠어요 》 | 조용미      | 11회 특별출연 |
| 2020 | KBS2     | 《도도솔솔라라솔》               | 오영주      | 16부작        |
| 2021 | JTBC     | 《공작도시》                     | 정은정      | 20부작        |
| 2021 | KBS2     | 《대박부동산》                   | 이현주      | 9회 특별출연  |
| 2021 | tvN      | 《배드 앤 크레이지》             | 정윤아      | 12부작        |
| 2024 | JTBC     | 《끝내주는 해결사》              | 한지인      | 12부작        |
| 2024 | 디즈니 + | 《 로얄로더 》                   | 정지선      |               |